# تطوع دولي

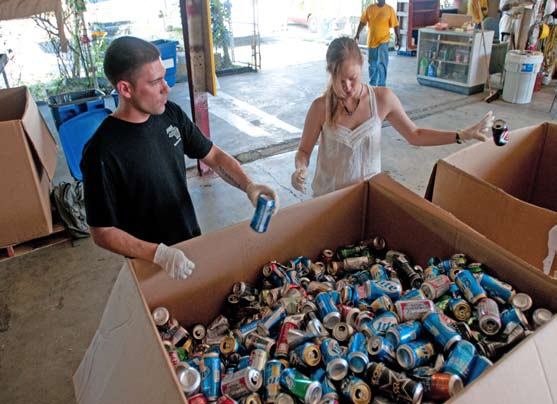

يحدث التطوع الدولي عندما يساهم المتطوعون بوقتهم للعمل في منظمات أو لصالح قضايا خارج بلدانهم الأصلية. في معظم هذه الحالات، يعمل المتطوعون في البلدان النامية في برامج التنمية الدولية مع المنظمات التطوعية المحلية التي تقوم بأنشطة مثل تعزيز الصحة والتعليم والحفاظ على البيئة. تشير التوجهات إلى تمتع العمل التطوعي الدولي بشعبية متزايدة في العديد من البلدان خلال العقود القليلة الماضية. يُعتبر التطوع الدولي مصطلحًا واسعًا يُستخدم ليشمل عمليات توظيف المهارات عدة سنوات، بالإضافة إلى المهمات قصيرة الأجل، والتي أُطلق عليها حديثًا اسم السياحة التطوعية، ومجموعة من الأنشطة بين الحكومات والجمعيات الخيرية ووكلاء السفر.

## نبذة تاريخية
على نطاق واسع، كانت حركات معسكر العمل والخدمة التبشيرية الباكرة أولى مظاهر الخدمة الدولية. يمكن اقتفاء أثر العمل التطوعي الرسمي في الخارج قبل أكثر من مئة عام عندما أنشأ الصليب الأحمر البريطاني مشروع كتيبة المساعدات الطوعية (ڤي إيه دي) في عام 1909. عمل متطوعو كتيبة المساعدات الطوعية، بالإضافة إلى متطوعين من منظمات الصليب الأحمر الوطنية الأخرى، في ساحات القتال في جميع أنحاء أوروبا والشرق الأوسط خلال الحرب العالمية الأولى لعلاج الجنود والمدنيين بغض النظر عن الجانب الذي قاتلوا في صفّه. تأسست واحدة من أبرز المنظمات، باسم الخدمة المدنية الدولية، في عام 1934 لإعادة بناء المناطق التي دمرتها الكوارث والحروب.
حتى منتصف القرن العشرين، نُفّذت مشاريع التطوع الخارجية بشكل رئيسي عن طريق أشخاص من أصحاب الصلات المباشرة بقضية معينة واعتُبرت مشاريع قصيرة الأمد بطبيعتها. يمكن ربط الانطلاقة الرسمية للمنظمات التطوعية الدولية بنشأة منظمات مثل منظمة المتطوعين الأستراليين (المعروفة سابقًا باسم البرنامج التطوعي للخريجين) التي تشكّلت في عام 1951، ومنظمة الخدمات التطوعية الدولية في عام 1953 في الولايات المتحدة، ومنظمة الخدمات التطوعية الخارجية (ڤي إس أو) في عام 1958 في المملكة المتحدة. مهّدت هذه الخدمات وحالها حال الخدمات التي تقدمها هيئة السلام الأمريكية، التي تأسست عام 1961 أثناء إدارة كينيدي، الطريقَ للاعتراف على نطاق أوسع بالعمل التطوعي في الخارج في السنوات اللاحقة. خلال ستينيات القرن الماضي وسبعينياته، حظيت حركة للتطوع والدراسة في الخارج بشعبية بين طلاب الجامعات والخريجين، وأطلقت الأمم المتحدة برنامج متطوعي الأمم المتحدة للمهنيين الشباب للمشاركة في برنامج طويل الأمد في الخارج لمدة تزيد عن عامين.
في السنوات الأخيرة، ازدادت إمكانية الاستفادة من العمل التطوعي الدولي بشكل كبير، إذ ربط العديد من الجمعيات الخيرية الصغيرة المتطوعين بالمنظمات غير الحكومية في البلدان النامية. على سبيل المثال، ينطلق نحو نصف حالات التطوع الدولي من الولايات المتحدة، عن طريق المنظمات الدينية. تقدم شركات السفر الربحية على نحو متزايد فرصًا للعمل التطوعي مدفوع الأجر، وتزامن هذا النمو مع تزايد عدد الشباب الذين يقضون سنة استراحة، وأُطلق عليه اسم السياحة التطوعية (volunteer  tourism) والسياحة التطوعية (voluntourism) للإشارة إلى العمل التطوعي قصير الأجل الذي لا يعد بالضرورة الهدف الوحيد من السفر. ومع ذلك، ما تزال هناك فرص عديدة متوسطة وطويلة الأمد لتوفير فرص للمتطوعين الدوليين من أصحاب المهارات، على سبيل المثال، الوظائف المعلن عنها للمتطوعين في معالجة وباء فيروس الإيبولا في غرب أفريقيا. وفقًا لمسح السكان الحالي للولايات المتحدة، تشمل الأنشطة الأكثر شيوعًا التي يشارك فيها المتطوعون في الخارج التدريس أو التعليم، وتوجيه الشباب، والمشاركة في العمل العام، وتقديم المشورة، أو الرعاية الطبية، أو خدمات الحماية.

## ديمغرافيا التطوع
لا تتوافر إحصاءات عالمية عن المتطوعين الدوليين. ومع ذلك، هناك نحو مليون شخص من الولايات المتحدة يتطوعون خارجيًا كل عام؛ نصفهم تقريبًا لمدة تقل عن أسبوعين. لذلك يُعتبر العمل التطوعي قصير الأمد جذابًا للكثيرين، لأنه يستهدف المسافرين الراغبين بإحداث تغيير إيجابي في العالم، مع ضمان توفير تجربة سياحية. يناشد العمل التطوعي شريحة واسعة من المجتمع، لكن تتراوح أعمار غالبية المتطوعين بين العشرينيات والثلاثينيات، ربما يكون السبب وراء ذلك هو الانطباعات المأخوذة عن التطوع الخارجي على أنه نشاط أكثر خطورة. يبلغ متوسط عمر متطوعي منظمة الخدمة التطوعية في الخارج 38 عامًا، ما يدل على نطاق واسع من المشاركة عبر الفئات العمرية. زادت في الآونة الأخيرة نسبة المتطوعين من جيل طفرة المواليد. يمكن اعتبار أحد التفسيرات المحتملة لهذه الزيادة انتقال هؤلاء الأشخاص إلى مرحلة جديدة من الحياة وتحول تركيزهم باتجاه إيجاد أنشطة تعطي حياتهم معنى جديدًا. كما هو الحال بالنسبة للعمل التطوعي المحلي، يكون التطوع الدولي أكثر شيوعًا بين أولئك الحاصلين على تعليم عالٍ والأسر ذات الدخل المرتفع.

## الانتقادات والتحديات

### النتائج
يمثل قياس نتائج التطوع الدولي تحديًا مستمرًا. تكون التكاليف المُستثمرة في هذه الشراكات مرتفعة في بعض الأحيان. يصعب قياس الطبيعة غير الملموسة للأثر والنتائج، وقد اقتُرح إقامة أبحاث في هذا المجال. وبالمثل، تُعتبر كيفية قياس نجاح المتطوع وأداء المنظمة الداعمة عمليةً معقدة. من الضروري امتلاك المتطوعين بعض المهارات المفيدة وأن يُزوَّدوا بالمعلومات والتدريب الكافي قبل توظيفهم للسماح لهم بالانخراط بشكل صحيح في المجتمع. تؤكد شانون أودونيل، وهي من أشد منتقدي البرامج الدولية سيئة التصميم، أن العديد من المنظمات التطوعية تمسّ كرامة السكان المحليين؛ غالبًا ما تُغذّي هذه البرامج تبعية دورية للمتطوعين الدوليين داخل المجتمعات التي صُممت هذه البرامج لخدمتها. انتقد آخرون الخلط بين نماذج التطوع المُصممة للتفاهم الدولي مع تلك المصممة للتنمية الاجتماعية أو الاقتصادية. ما يزال البعض قلقًا بشأن السمات التاريخي وسمات فترة ما بعد الاستعمار، وتأثيرها على هوية أفراد المجتمعات المضيفة.

### التكاليف المرتفعة
في ما يتعلق بتأثير التطوع الدولي، ذُكرَت تكلفة وجود متطوع دولي كأحد المجالات المثيرة للقلق، خاصة تكاليف تذاكر الطيران، والمخصصات، والتأمين، والتدريب، واللوجستيات. يحتاج الموظفون المحليون إلى مثل هذه التكاليف، ويمكن أن تسخّر المنظمات المحلية هذه الأموال في قضايا أكثر أهمية؛ ومع ذلك، يسدّد العديد من المتطوعين هذه النفقات من جيبهم الخاص. تقدم بعض المؤسسات المنح الدراسية للتطوع الدولي. ومع ذلك، غالبًا ما يكون المتطوعون أقل تكلفةً من الأشكال الأخرى للمساعدة التقنية الطويلة الأجل لأنهم يعيشون ويعملون في ظل ظروف محلية. يمكن أن يتقاضى المغتربون الذين يعملون بنفس الصفة أجرًا يضاهي عدة أضعاف من أي مخصصات يتلقاها المتطوعون (إن وجدت). يصعب تحديد نسبة التكلفة إلى الفائدة الخاصة بالمتطوعين الدوليين، وقد سلّطت الدراسات الضوء على التحسينات المحدثة في الرفاه والتفاهم بين الثقافات في المجتمعات والمدارس نتيجة عمليات التبادل الدولي والمتطوعين.

### تقويض المنظمات المحلية
يتمثل أحد الاعتبارات بسيطرة المتطوعين المحتملة على بيئة العمل المحلية، وحلولهم مكان العمالة المحلية، وتقويضهم لثقافة الإدارة والعمل خاصة في المنظمات والمدارس الصغيرة. يرجع ذلك إلى اعتبار المتطوعين أفضل تعليمًا من الموظفين المحليين غالبًا، حتى في حال عدم امتلاكهم خبرة مباشرة في كثير من الأحيان. يمكن أن يؤدي قدوم المتطوعين من ثقافة مختلفة أيضًا إلى فرضهم قيمهم على المنظمات. من ناحية أخرى، يُدرَّب المتطوعون غالبًا على احترام ثقافة العمل والأخلاقيات المحلية. يقدم المتطوعون أيضًا تقارير مباشرة إلى المنظمات المحلية، ما يؤدي في بعض الأحيان إلى إنهاء عقودهم في حال خرقهم أي لوائح تنظيمية محلية، ما يساعد على الحد من مخاوف الهيمنة.

### تدني مستوى المهارات والخبرات
في بعض الأحيان، لا يمتلك المتطوعون الدوليون الشباب قليلو الخبرة مجموعة المهارات الصحيحة لتحقيق أهداف مشروعهم. هذا ما قد يكون مقبولًا في حالة معسكرات عمل المتطوعين ورحلات المتطوعين المصممة لتعزيز التفاهم الدولي والثقافي، إلا أنه يمثّل مشكلة كبيرة للتطوع في التنمية الدولية. من ناحية أخرى، يتطلب العديد من أبرز منظمات التعاون التطوعي الدولية -وخاصة تلك التي تمولها الحكومات- الحد الأدنى من المتطلبات التعليمية والمهارات.

### ضعف استيعاب السياق المحلي
يمكن أن يفتقر المتطوعون الدوليون من خارج المجتمع المضيف إلى القدرة على استيعاب السياق المحلي. على الرغم من وجود عملية فحص أو اختيار للمتطوعين في كثير من الأحيان قبل استقطابهم للعمل في البلدان النامية، تبيّن عدم كفاءة هذه العملية في بعض الأحيان. تقدم منظمات التعاون التطوعي الدولية الكبيرة تدريبًا جادًا للمتطوعين قبل توظيفهم في كثير من الأحيان، ما يساعد في سد هذا العجز الحاصل. من ناحية أخرى، نادرًا ما يوفّر الكثير من الشركات الصغيرة والمتوسطة الربحية، والتي تستقطب المتطوعين قليلي الخبرة لصالح أي طرف مستعد لدفع رسوم التنسيب، نوع التدريب والإعداد الذي يحتاجه المتطوعون ليكونوا ناجحين ومفيدين داخل المجتمعات المضيفة. في مثل هذه الظروف، هناك تضارب حول ما إذا كانت الرسوم التي يدفعها المتطوعون تبرر الوقت المستغرق في الإشراف على أعمالهم ومراجعتها، وما إذا كان جزء كاف من هذه الرسوم يعود فعلًا إلى المجتمعات المحلية المضيفة للمتطوعين والتي تكون عادةً مسؤولة عن الإشراف والتدريب.